# Éditeur HTML

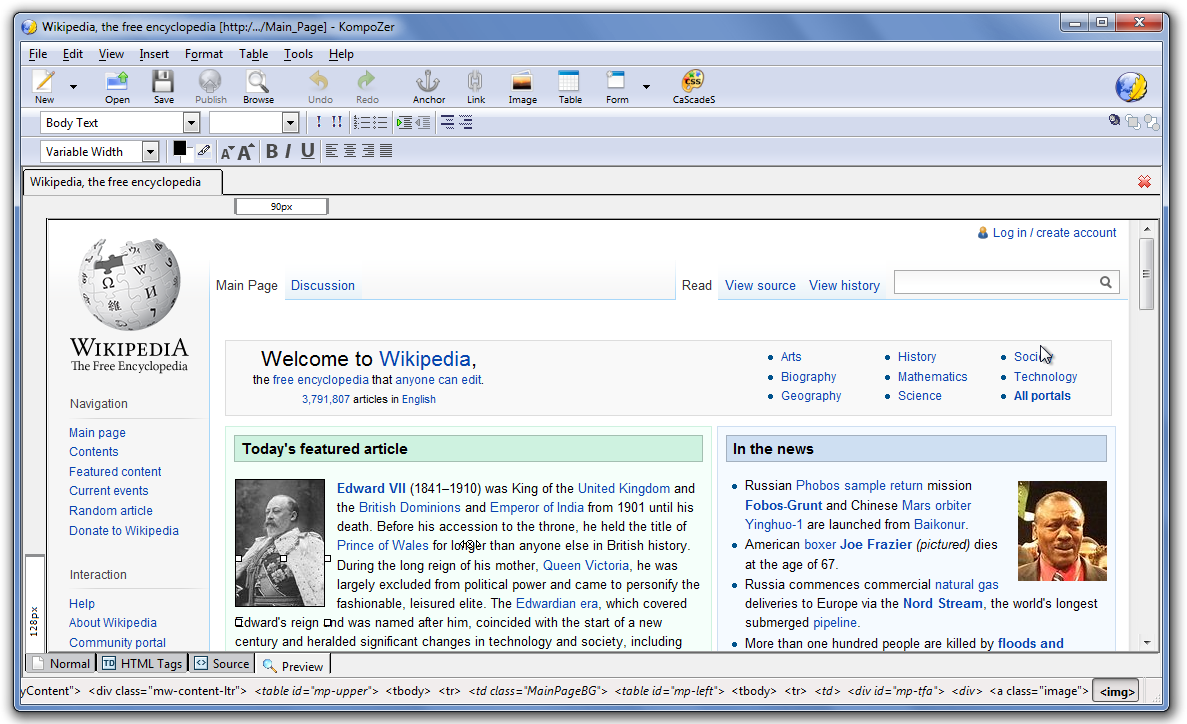
Capture d'écran du logiciel éditeur HTML KompoZer

Un éditeur HTML, ou éditeur web, est un logiciel conçu pour faciliter la préparation et la modification de documents écrits en Hypertext Markup Language (HTML). Un document HTML est le principal composant d'une page web : Il présente, met en forme et structure les informations. 
Il existe deux catégories d'éditeur :
- les éditeurs tel-tel (WYSIWYG) ;
- les éditeurs de texte.

L'édition des images, des animations ou du son sont effectuées avec les logiciels appropriés. Un éditeur HTML ne sert qu'à disposer ces ressources dans une page web.
Les pages offrant des services en plus de simples informations sont généralement générées à la demande par des logiciels propres au site web. Ces logiciels utilisent fréquemment les technologies PHP, ASP, JSP, CGI ou Perl et sont édités avec les logiciels appropriés.

## Éditeurs de type WYSIWYG seul
Un éditeur WYSIWYG permet d'éditer une page Web à peu près telle qu'elle apparaît dans les navigateurs courants. Il propose les fonctions classiques des traitements de texte WYSIWYG. Ses deux principaux avantages sont la facilité d'utilisation et l'observation immédiate du rendu graphique. Ses deux principaux désavantages sont le manque de maîtrise sur la qualité du document HTML produit et les risques d'incompatibilité avec des navigateurs non prévus par l'éditeur (plus récents, plus anciens, ou moins courants).
- Adobe GoLive
- Adobe Dreamweaver (anciennement Macromedia Dreamweaver)
- Amaya
- CKEditor
- Easy Web Composer
- Komodo
- KompoZer (Dernière version : 2010)
- Microsoft Expression (anciennement Microsoft FrontPage)
- Mozilla Composer (Dernière version : 2006)
- Nvu (Dernière version: 2005)
- BlueGriffon (successeur de Mozilla Composer et Nvu)
- Netlor
- OPEN BEXI HTML Builder
- TOWeb
- WebAcappella FUSION (Dernière version: 2023)

## Éditeurs de type mode texte seul
Ces éditeurs éditent directement en langage HTML : le code y apparaît et y est traité comme du texte. Ils requièrent donc une compétence dans ce langage. En contrepartie, ils permettent à un utilisateur compétent de s'assurer de la qualité du document produit.
- Bluefish
- Ecoder
- Htmledit
- HTML Kit
- Isofting eWriter Wisto
- Notepad++
- PSPad
- Quanta+
- SciTE
- Smultron

## Éditeurs WYSIWYG avec accès au mode texte
Ces éditeurs permettent de combler le principal inconvénient des éditeurs WYSIWYG dont l'inconvénient majeur est le degré de liberté de personnalisation de mise en page trop restreint en combinant les deux éditeurs présentés ci-dessus.
éditeurs html :
- Dreamweaver
- BlueGriffon
- Microsoft Expression (anciennement Microsoft FrontPage)
- HoTMetaL
- KompoZer (arrêté en 2010)
- LibreOffice
- Nvu (la dernière version date de 2005)
- phpDesigner
- Visual Studio Code

éditeurs xhtml/xml :
- voir éditeurs XML